# Gold (album The Cranberries)
Gold – dwupłytowy album kompilacyjny, będący, kolejną po Stars: The Best of 1992–2002, kolekcją największych przebojów zespołu The Cranberries.

## Lista utworów

### CD 1
1. „Dreams” – 4:32
2. „Sunday” – 3:31
3. „Pretty” – 2:16
4. „How” – 2:52
5. „Not Sorry” – 4:20
6. „Linger” – 4:34
7. „Liar” – 2:21
8. „Zombie” – 5:07
9. „Ode to My Family” – 4:30
10. „I Can’t Be with You” – 3:08
11. „Empty” – 3:26
12. „Everything I Said” – 3:52
13. „Ridiculous Thoughts” – 4:33
14. „Dreaming My Dreams” – 3:36
15. „Daffodil Lament” – 6:07
16. „So Cold In Ireland” – 4:44

### CD 2
1. „Salvation” – 2:23
2. „Free to Decide” – 4:24
3. „When You’re Gone” – 4:56
4. „Hollywood” – 5:07
5. „Cordell” – 3:39
6. „Animal Instinct” – 3:31
7. „Promises” – 5:26
8. „You and Me” – 3:34
9. „Just My Imagination” – 3:41
10. „Never Grow Old” – 2:35
11. „Analyse” – 4:10
12. „Time Is Ticking Out” – 3:00
13. „This Is the Day” – 4:14
14. „New New York” – 4:08
15. „Stars” – 3:31